# Prinzenallee
Die Prinzenallee ist eine Straße im Berliner Ortsteil Gesundbrunnen des Bezirks Mitte. Sie ist Teil des Straßenzugs Pankstraße – Prinzenallee – Wollankstraße auf dem Abschnitt von der Badstraße bis hinter der Soldiner Straße. An der Prinzenallee befindet sich die Stephanuskirche.

## Geschichte
Die Prinzenallee wurde im Jahr 1827 bei der Parzellierung der Ländereien des Luisenbades neu angelegt. Die Prinzen nahmen einstmals diesen Weg vom Kaninchen- und Hühnergarten im Wedding zum Schloss Schönhausen. Der Kaninchengarten lag südlich der heutigen Prinzenallee; über das Terrain verlaufen heute Bellermann-, Stettiner- und Grüntaler Straße. Friedrich I. ließ etwa 1712 das Wildgehege für den Kronprinzen – den späteren Friedrich Wilhelm I. – als „Jagdplaisier“ anlegen und dort Fasane, Rebhühner, Hasen und Kaninchen aussetzen. Das Gehege bestand allerdings nur wenige Jahre. 1753 bewarb sich Johann Paul Fischer um das Land, da er auf ihm eine Maulbeerplantage anlegen wollte. Die Straße erhielt seit mindestens 1857 ihren heutigen Namen.
In der Prinzenallee befindet sich eine Gedenktafel für Hugo Heimann, der 1901 acht Häuser im Bezirk Wedding bauen ließ und sie den Sozialdemokraten übereignete. Die Häuser wurden deshalb im Volksmund „Rote Häuser“ genannt.
Nach den Novemberpogromen 1938 wurden viele jüdische Geschäfte in der Prinzenallee arisiert. Eine Vereinssynagoge in der  Prinzenallee 87 wurde in der Pogromnacht 1938 zerstört.

## Baudenkmale
In der Prinzenallee befinden sich viele Baudenkmale. Die Nr. 58 beherbergte die ehemalige Hutfabrik der Gebrüder Gattel, die bis zu Beginn der 1930er Jahre Filzhüte herstellte. Der Gebäudekomplex wurde 1889–1891 von Georg Lewy errichtet. Später wurde die Fabrik zwangsverkauft und das Gebäude in Wohnraum umgewandelt.
Siehe auch Kulturdenkmale

## Historische Hausnummern
- Prinzenallee 1–6: Kristall Palast, 1926.[5] Architekt Wilhelm Kratz.
- Prinzenallee 8: Gesundbrunnen-Grundschule, 1891. Architekt Paul Hesse unter Aufsicht von Hermann Blankenstein.
- Prinzenallee 24: A. Roller Maschinenfabrik, 1890.
- Prinzenallee 25/26: Hier wohnte 1923–1930 Carl Mennicke.
- Prinzenallee 33: Ballhaus Prinzenallee, 1902. Ab 1933 Sturmlokal der SA und bis 1945 KZ Glaskasten. Dort wurden politische Gefangene gefoltert.
- Prinzenallee 39–40: Stephanus-Kirche, 1904.
- Prinzenallee 46: Rote Häuser des Verlegers Hugo Heimann, 1901.
- Prinzenallee 58: Fabrikgebäude aus dem Jahr 1889 (Georg Lewy).[6] Von 1895 bis 1936 Hutfabrik der Gebrüder Gattel.
- Prinzenallee 60: Wohnhaus von Gretel Adorno bis 1937.[7]
- Prinzenallee 71: Umspannwerk Christiania, 1928.[8] Architekt Hans Heinrich Müller.
- Prinzenallee 74: Von 1895 bis 1936 Fabrikgebäude der Firma Küstermann & Comp. Maschinenfabrik,[9] ab 1937 gehörte das Gebäude zum Familienunternehmen Carl Halfar Uniform-Mützenfabrik Berlin. Zwischen 1938 und 1945  wurden Juden in der Halfar Uniformen-Mützen Fabrik in der Prinzenallee 74 zur Zwangsarbeit verpflichtet.[10]
- Prinzenallee 75/76: 1875 Maschinenfabrik für Mühlenbau, vormals: C. G. W. Kapler AG.[11]
- Prinzenallee 78/79: Malzbierbrauerei Groterjan, gegründet im 1880, Fabrikgebäude von 1928, Architekt Bruno Buch. Hier versteckten sich am 2. Mai 1945 Wilhelm Mohnke, Gerda Christian und Else Krüger nach der Flucht aus dem Führerbunker. In dem Fabrikgebäude wurden 2004 Szenen des Films Der Untergang gedreht.
- Prinzenallee 82: Glacée-Lederwaren-Manufaktur Karplus & Herzberger[12] (angemietet) in Hoffabrik von 1900 bis 1937. Mitinhaberin der Firma war Gretel Adorno.
- Prinzenallee 83: Rotes Schloss 1888, Carl Galuschki.[13]
- Prinzenallee 84: Ferdinand Florstedt Metallwarenfabrik und Automatenfabrik, 1910.[14]
- Prinzenallee 87: Ehemaliges Fabrikgebäude von 1860. Im Hof Synagoge Ahavas Achim, 1910.[15] Im Vorderhaus war bis 1938 eine Volksschule der Jüdischen Gemeinde.[16] Die Synagoge und die Schule wurden bei den Novemberpogromen am 9. November 1938 stark demoliert. Im Zweiten Weltkrieg befand sich in dem Gebäude ein Uniformen-Mützen-Depot für die Wehrmacht.